# Dirk Van Tichelt
Dirk Van Tichelt, (* 10. červen 1984 v Turnhoutu, Belgie) je belgický zápasník–judista.

## Sportovní kariéra
Je rodákem z Sint-Lenaartsu. S judem začal v 7 letech v Brechtu pod vedením Franse Geertsa. Vrcholově se judu začal věnovat v Antverpách. Mezi evropskou špičku se probojoval ve spolupráci s Danny Belmansem a Stefanem Deckxem. Připravuje se v Koksijde. Patří k neoblíbeným soupeřům Jaromíra Ježka.
V roce 2008 vyhrál nečekaně titul mistra Evropy a potvrdil kvalifikaci na olympijských hrách v Pekingu. V úvodním kole dostal nalosovaného vicemistra světa Elnura Mammadliho, kterému podlehl ve třetí minutě na ippon technikou kata-guruma. Přes opravy se probojoval do boje o bronzovou medaili, kde nestačil na pasivní judo Tadžika Bokijeva a obsadil 5. místo. V roce 2012 se kvalifikoval na olympijské hry v Londýně. Ve druhém kole narazil na Američana Nicka Delpopola, který ho vybodoval kontrachvatem uči-mata-gaeši na juko. V roce 2016 se kvalifikoval na své třetí olympijské hry v Riu. V úvodním kole porazil nasazením submise judistu z Kataru a v dalším kole ho čekala nasazená jednička An Čang-im z Koreje. V zápase s ním potvrdil výbornou taktickou přípravu na jeho judo, počkal si na jeho nástup do seoi-nage a úchopem za opasek ho přetočil na wazari. Tento bodový náskok ubránil do konce a postaral se o jedno z překvapení olympijského turnaje. Ve čtvrtfinále se utkal s Rusem Děnisem Jarcevem a koncem první minuty se ujal vedení na wazari technikou seoi-nage. V závěru zápasu sice poprvé v turnaji zaváhal po Jarcevově kontrachvatu, ale jeho bodový náskok mu k vítězství stačil. V semifinále se utkal s Japoncem Šóheiem Ónem. Předchozí náročné duely v kombinaci s pokročilejším věkem se na jeho výkonu podepsaly a od prvních sekund semifinále byl o krok pozadu. Japonec nejprve v polovině zápasu zaútočil technikou tomoe-nage na wazari a minutu před koncem druhým tomoe-nage stylově zápas ukončil na ippon. V souboji o třetí místo nastoupil proti Maďaru Miklósi Ungvárimu po několikahodinové přestávce na jeho výkonu se to projevilo. V polovině zápasu si počkal na Ungváriho osobní techniku ko-uči-gake, dostal ho na zem a nasadil submisi. Získal bronzovou olympijskou medaili.

### Vítězství
- 2009 - 2x světový pohár (Rio de Janeiro, Abú Dhabí)
- 2011 - 1x světový pohár (Düsseldorf)
- 2012 - 1x světový pohár (Čching-tao)
- 2013 - 3x světový pohár (Miami, San Salvador, Moskva)

## Výsledky
| Olympijské hry     | —   |   |   |     | —   |     |     |     | 5. |     |     |     | úč. |    |     |     | 3.  |  |  |  |  |  |  |  |  |  |  |
| Mistrovství světa  |     | — |   | —   |     | —   |     | úč. |    | 3.  | úč. | 7.  |     | 3. | 7.  | úč. |     |  |  |  |  |  |  |  |  |  |  |
| Evropské hry       |     |   |   |     |     |     |     |     |    |     |     |     |     |    |     | 3.  |     |  |  |  |  |  |  |  |  |  |  |
| Mistrovství Evropy | —   | — | — | —   | —   | úč. | úč. | úč. | 1. | úč. | 5.  | úč. | úč. | 5. | úč. | 3.  | úč. |  |  |  |  |  |  |  |  |  |  |
| ME do 23 let       |     |   |   | —   | úč. | úč. | 2.  |     |    |     |     |     |     |    |     |     |     |  |  |  |  |  |  |  |  |  |  |
| ME juniorů         | —   | — | — | úč. |     |     |     |     |    |     |     |     |     |    |     |     |     |  |  |  |  |  |  |  |  |  |  |
| ME kadetů          | úč. |   |   |     |     |     |     |     |    |     |     |     |     |    |     |     |     |  |  |  |  |  |  |  |  |  |  |